# 奥莉加·赞科
奥莉加·尼古拉耶芙娜·赞科（羅馬化：Ol'ga Nikolayevna Zanko；1990年9月5日—），婚前姓氏阿梅利琴科娃，是俄罗斯政治人物，第八届国家杜马会议代表。2012 年从圣彼得堡国立工程经济大学毕业后，她被竞聘到列宁格勒州政府，专门研究青年政策。2015年，她与他人共同创立了全俄胜利志愿者运动。2022 年 1 月，她建议将列宁格勒围城战视为种族灭绝行为。
2017年，赞科成为俄罗斯联邦公众院议员。2018年，中央选举委员会将她注册为总统候选人弗拉基米尔·普京的受托人。
2021年9月，她当选为统一俄罗斯党第八届国家杜马议员。她代表列宁格勒州和普斯科夫州选区。
赞科于2022年因俄乌战争受到美国财政部制裁。